# Lista över Nordjemens statschefer
Detta är en lista över Nordjemens statsöverhuvuden, dels i form av Kungariket Jemen 1918-1962 och dels Arabrepubliken Jemen 1962-1990.
| Namn                           | Ämbetsperiod                        | Titel                                     |
| ------------------------------ | ----------------------------------- | ----------------------------------------- |
| Yahya bin Muhammad             | 4 juni 1904 – 17 februari 1948      | Imam, från 1926 Kung                      |
| Abdullah bin Ahmad al-Wazir    | 18 februari 1948 – 14 mars 1948     | Kung                                      |
| Ahmad bin Yahya                | 15 mars 1948 – 31 mars 1955         | Kung                                      |
| Abdullah bin Yahya             | 31 mars – 5 april 1955              | Kung                                      |
| Ahmad bin Yahya                | 5 april 1955 – 18 september 1962    | Kung                                      |
| Muhammad al-Badr               | 19 september – 27 september 1962    | Kung                                      |
| Abdullah as-Sallal             | 27 september 1962 – 5 november 1967 | Ordförande för Revolutionära militärrådet |
| Abdul Rahman al-Iryani         | 5 november 1967 – 13 juni 1974      | Ordförande för Republikanska rådet        |
| Ibrahim al-Hamadi              | 13 juni 1974 – 11 oktober 1977      | Ordförande för militärrådet               |
| Ahmad al-Ghashmi               | 11 oktober 1977 – 24 juni 1978      | Ordförande för presidentrådet             |
| Abdul Karim Abdullah al-Arashi | 24 juni – 18 juli 1978              | Ordförande för presidentrådet             |
| Ali Abdullah Saleh             | 18 juli 1978 – 22 maj 1990          | President                                 |